# Krefli

Krefli so socialnorealistična kmečka drama Ivana Potrča. Deloma je izšla leta 1952 pri Novem svetu, v celoti pa leta 1953 pri Slovenskem knjižnem zavodu. Obsega 90 strani.

## Osebe
- Jura Krefl,
- Franček, sin,
- Nana, Frančkova žena,
- Jula,
- Juzlek,
- Gočlov,
- Tila,
- Vrtnik,
- kočarji,
- kočarka.

## Obnova

### 1. dejanje
V vasi gradijo zadružni dom, Kreflovi pa so se zaprli vase in se sprli s celim svetom. Franček gara kot blazen, Nana je bolehna, histerična in zaljubljena v Ludvika, ta malo ljubimka, malo politizia, stari Krefl popiva, Jula je v hiši in hlevu za vse sama, kočarji so vse bolj domači in samozavestni ... Vrtnika, ki se je vse življenje obračal po vetru in zdaj pleza po lestvi ljudske oblasti, skrbi, kako naj se znajde ob resoluciji informbiroja; toda Ludvik, Nana in Franček imajo svoje skrbi. Ludvik se spet odpravlja po svetu, ne nazadnje zaradi Nane, ki ga preganja s svojo ljubeznijo. Ko Frančej izve, da je Nana noseča, je srečen, pregovori Ludvika, da ostane še nekaj dni doma.

### 2. dejanje
Nana Ludviku očita, ga roti, naj je ne zapušča, tako ga ljubi in otrok, ki ga čaka, je njegov; polna je zlih slutenj in strahov. Boji se tudi za Frančka, ki noče v zadrugo in nasprotuje gradnji zadružnega doma. Ludviku njena histerija preseda, a da bi jo pomiril, jo pelje v svojo sobo. Medtem se v hišo pretihotapi zaostali Juzlek, si nabaše žepe z dinamitom, ki ga gospodar rabi za razstreljevanje skal. Sreča se z Ludvikom, ki se skuša s kovčkom izmuzniti iz hiše, in bebasto namiguje, da bo zapokalo pri zadružnem domu, kar pa Ludvik ne jemlje resno. Kmalu nato pride Frančej, brata se razgovorita o politiki, Ludvik zagovarja revolucijo, Franček govori o krivicah in brezvestnih karieristih a la Vrtnik. Ta pride po nasvet, kako naj govori na otvoritvi zadružnega doma, da bo prav; a Ludvik ga na hitro odpravi, dovolj ima posla z Nano, ki ga spet nadleguje, očita, grozi, da bo vse izdala. Ludvik skoraj pobegne iz hiše. Sledi prepir med Nano in Frančkom, ki je začel nekaj sumiti, te sume mu kasnejo Juzlek potrdi. - Pridej pijani Krefl, njegovo razpoloženje niha med zvitim prilagajanjem in pijanskim samosmiljenjem; ne verjame nikomur in ničemur, zdaj je stopil v zadrugo, a zato, da bo imel mir. Medtem Franček odkrije, da je zmanjkal dinamit, takoj zatem zabobni detonacija pri zadružnem domu. Nana zbeži za Ludvikom, Vrtnik pa za sabotažo obtoži Krefli.

### 3. dejanje
Vrtnik se razgovoru z Gočlom jezi na kulake, grozi z milico itn., a Gočlov ostane ravnodušen. Zato se Vrtnik, ki bi Kreflom na vsak način rad naprtil krivdo za zadružni dom, spravi nad deklo, jo grobo zaslišuje, jo uči, kako naj priča zoper gospodarje. Zavlada popolno razsulo: pijani Krefl toži, da vse jemlje hudič, da Krefle "že držijo za vrat", Frančka išče milica, Vrtnik na proslavi ščuva ljudstvo zoper kulake nasploh in Krefle posebej, vrne se Nana, ki se je je bil Ludvik na postaji grdo otresel, Franček je na robu obupa, zaprli ga bodo in po gruntu bo komandiral Vrtnik ... Dekli je vsega dovolj, loti se Vrtnika in javno razkrinka njegove laži, na dan pride tudi to, da je bil med vojno izdajalec; z njegovo oblastniško kariero je konec. - Medtem se je stari Krefl na podstrešju obesil; Frančka strašna vest zadene kot napoved konca ...

## Uprizoritve
- SNG Ljubljana, premiera: 20. februar 1952
- Slovensko ljudsko gledališče Celje, premiera: 19. november 1952
- SNG Drama Maribor, premiera: 23. september 1968
- Mestno gledališče Ptuj, premiera: 29. marec 1956
- SNG Ljubljana, premiera: 18. maj 1957